# Guido von Bray
Guido von Bray, auch als Guy de Brès (* 1522 in Mons; † 31. Mai 1567 in Valenciennes) war ein protestantischer Reformator in den Niederlanden während der Renaissancezeit.

## Leben
Bray studierte an der Université de Lausanne und floh 1548 nach England, um Verfolgung aufgrund seiner protestantischen Gesinnung zu entgehen. 1552 kehrte er auf das europäische Festland zurück, wo er in Lüttich und Gent, später in Tournai und Valenciennes predigte. Sein calvinistisch geprägtes Glaubensbekenntnis Confession de foi des églises des Pays Bas (1561) brachte die Behörden gegen ihn auf, vor allem als das Werk großen Anklang fand und wiederholt neu aufgelegt wurde. Bray besuchte Brüssel und Antwerpen und versuchte, die verschiedenen Richtungen des Protestantismus in den Niederlanden zu vereinigen. Im August 1566 führte seine Anwesenheit in Valenciennes zu Unruhen unter seinen Anhängern, die sich später zu einem offenen Aufstand entwickelten. Bray übernahm die geistige Führung der Bewegung. Als die Stadt sich im März 1567 ergab, wurde Bray gefangen genommen und gehängt.